# Thiago Martinelli
Thiago Martinelli da Silva, ou apenas Thiago Martinelli (Vitória, 14 de janeiro de 1980), é um ex-futebolista brasileiro que atuava como zagueiro.

## Carreira

### Vasco da Gama
Em 22 de dezembro de 2009, foi anunciado pelo Vasco da Gama, como reforço para a temporada 2010. Marcou seu primeiro gol com a camisa cruzmaltina em 7 de fevereiro de 2010, em jogo válido pelo Campeonato Carioca, diante do Madureira, no empate de 2–2. Marcou também contra o Fluminense na vitória por 3x0 e também deixou sua marca na derrota para o rival Flamengo por 2–1. Seu último gol foi no jogo que garantiu o título da Copa da Hora, diante do Coritiba, vitória por 3x2 a favor, torneio amistoso. Com a troca de treinadores, Thiago Martinelli deixou de ser relacionado após a parada para a Copa do Mundo, em 20 de agosto, rescindiu o contrato com o clube cruzmaltino.

### Vitória
Após rescindir seu contrato com o Vasco, acertou com o Vitória.

### Audax-SP
Depois de ter sido capitão na disputa da Série A2 do Paulistão, em agosto de 2013, assinou seu retorno com o Audax-SP para disputa da Copa Paulista, até o fim da temporada.

### Bragantino
Em 4 de janeiro de 2015, foi anunciado como segundo reforço da temporada 2015 pelo Bragantino, para a disputa do Campeonato Paulista.

### Espírito Santo FC
Em junho de 2015, acertou com o Espírito Santo FC, para a disputa da Copa Espírito Santo de 2015.

## Títulos
Espírito Santo FC
- Copa Espírito Santo de Futebol: 2015

Vasco da Gama
- Copa da Hora: 2010

Cruzeiro
- Campeonato Mineiro: 2008

São Caetano
- Campeonato Paulista: 2004

Paulista
- Campeonato Paulista - Série A2: 2001
- Campeonato Brasileiro - Série C: 2001